# Ascoli Calcio 1898 1989-1990
Questa voce raccoglie le informazioni riguardanti l'Ascoli Calcio 1898 nelle competizioni ufficiali della stagione 1989-1990.

## Stagione
Nella stagione 1989-1990 l'Ascoli partecipa al campionato di Serie A, raccoglie 21 punti piazzandosi in ultima posizione e retrocede in Serie B con Cremonese, Verona e Udinese. La stagione parte con il confermato Eugenio Bersellini sulla panchina bianconera della truppa di Costantino Rozzi, ma è un Ascoli che segna poco, al termine della stagione avrà il peggior attacco con 20 reti segnate, ed è anche l'unica squadra della massima serie, che non ottiene vittorie in trasferta, al termine del girone di andata i marchigiani sono penultimi con 11 punti, a metà gennaio dopo la sconfitta interna (1-2) con la Juventus, viene esonerato Eugenio Bersellini, sostituito da Aldo Agroppi con la speranza di raddrizzare la situazione, come accaduto in altre stagioni nel girone di ritorno, ma il miracolo questa volta non avviene e così l'Ascoli dopo quattro stagioni in Serie A, retrocede di nuovo in Serie B. Il Croato Borislav Cvetković con 10 reti è il miglior marcatore stagionale ascolano, delle quali 7 in campionato e 3 in Coppa Italia. Secondo scudetto vinto dal Napoli di Maradona con 51 punti, davanti al Milan secondo con 49 punti.
Nella Coppa Italia per la 42ª edizione si è varata una nuova formula, con due turni iniziali ad eliminazione diretta, che riducono da 48 a 12 le squadre in lizza per vincere il trofeo, l'Ascoli supera questi due primi turni eliminando il Catanzaro nel primo turno ed il Barletta nel secondo, poi viene inserito nel girone A del terzo turno, con Roma ed Inter, riesce a battere l'Inter (3-1), ma fa solo un piacere alla Roma, che ringrazia e vince il girone, qualificandosi per le semifinali.

## Organigramma societario
Area direttiva
- Presidente: Costantino Rozzi
- Segretario generale: Leo Armillei

Area tecnica
- Allenatore: Eugenio Bersellini, poi Aldo Agroppi
- Allenatore in seconda: Ulderico Sacchella

Area sanitaria
- Medici sociali: Carlo Maria Cicchi
- Massaggiatori: Ivo Micucci

## Divise e sponsor
Lo sponsor tecnico per la stagione 1989-1990 è Adidas, mentre lo sponsor ufficiale è Cocif. 
| Casa | Trasferta |

## Rosa
| N. |                       | Ruolo | Calciatore               |
| -- | --------------------- | ----- | ------------------------ |
|    | Italia (bandiera)     | P     | Roberto Bocchino         |
|    | Italia (bandiera)     | P     | Fabrizio Lorieri         |
|    | Italia (bandiera)     | D     | Antonio Aloisi           |
|    | Jugoslavia (bandiera) | D     | Mustafa Arslanović       |
|    | Italia (bandiera)     | D     | Paolo Benetti            |
|    | Italia (bandiera)     | D     | Stefano Colantuono       |
|    | Italia (bandiera)     | D     | Flavio Destro (capitano) |
|    | Italia (bandiera)     | D     | Stefano Erbuto           |
|    | Italia (bandiera)     | D     | Salvatore Fusco          |
|    | Italia (bandiera)     | D     | Osvaldo Mancini          |
|    | Italia (bandiera)     | D     | Vincenzo Rodia           |
|    | Italia (bandiera)     | C     | Luigi Bugiardini         |
|    | Italia (bandiera)     | C     | Giuseppe Carillo         |

| N. |                       | Ruolo | Calciatore         |
| -- | --------------------- | ----- | ------------------ |
|    | Italia (bandiera)     | C     | Stefano Carminucci |
|    | Italia (bandiera)     | C     | Carlo Cavaliere    |
|    | Italia (bandiera)     | C     | Odoacre Chierico   |
|    | Italia (bandiera)     | C     | Fiorenzo D'Ainzara |
|    | Italia (bandiera)     | C     | Oreste Didonè      |
|    | Italia (bandiera)     | C     | Emanuele Ferraresi |
|    | Italia (bandiera)     | C     | Paolo Giovannelli  |
|    | Italia (bandiera)     | C     | Antonio Sabato     |
|    | Italia (bandiera)     | C     | Pietro Zaini       |
|    | Italia (bandiera)     | A     | Nico Berardini     |
|    | Brasile (bandiera)    | A     | Walter Casagrande  |
|    | Jugoslavia (bandiera) | A     | Borislav Cvetković |
|    | Italia (bandiera)     | A     | Oliviero Garlini   |

## Risultati

### Serie A

#### Girone di andata
| Arbitro: | Longhi (Roma) |

|  |           |            |
|  | Marcatori | 24’ Crippa |

| Pescara 3 settembre 1989 2ª giornata | Roma               | 0 – 0 referto | Ascoli | Stadio Adriatico\| Arbitro: \| Di Cola (Avezzano) \| |
| Arbitro:                             | Di Cola (Avezzano) |               |        |                                                      |

| Arbitro: | D'Elia (Salerno) |

|                    |           |             |
| Cvetkovic 84’, 87’ | Marcatori | 83’ Salsano |

| Arbitro: | Sguizzato (Verona) |

|                                             |           |                     |
| Zavarov 1’ D. Bonetti 22’ Sabato 70’ (aut.) | Marcatori | 53’ W.J. Casagrande |

| Arbitro: | Coppetelli (Tivoli) |

|            |           |                   |
| Aloisi 85’ | Marcatori | 31’ D. Pellegrini |

| Arbitro: | Pairetto (Torino) |

|  |           |              |
|  | Marcatori | 3’ Klinsmann |

| Arbitro: | Felicani (Bologna) |

|                     |           |                                        |
| João Paulo 36’, 69’ | Marcatori | 26’ W.J. Casagrande 67’ P. Giovannelli |

| Arbitro: | Beschin (Legnago) |

|               |           |                |
| Cvetkovic 47’ | Marcatori | 74’ I. Bonetti |

| Arbitro: | Cornieti (Forlì) |

|                  |           |  |
| G. Bresciani 43’ | Marcatori |  |

| Arbitro: | Lanese (Messina) |

|                     |           |  |
| W.J. Casagrande 41’ | Marcatori |  |

| Cesena 5 novembre 1989 11ª giornata | Cesena             | 1 – 0 referto | Ascoli | Stadio Dino Manuzzi\| Arbitro: \| Sguizzato (Verona) \| |
| Arbitro:                            | Sguizzato (Verona) |               |        |                                                         |

| Arbitro: | Amendolia (Messina) |

|                                        |           |             |
| Baggio 10’, 38’, 88’ Dertycia 64’, 69’ | Marcatori | 72’ Carillo |

| Arbitro: | Nicchi (Arezzo) |

|  |           |             |
|  | Marcatori | 55’ Dezotti |

| Arbitro: | Coppetelli (Tivoli) |

|                |           |  |
| Balbo 41’, 66’ | Marcatori |  |

| Ascoli Piceno 10 dicembre 1989 15ª giornata | Ascoli           | 0 – 0 referto | Lazio | Stadio Cino e Lillo Del Duca\| Arbitro: \| Lanese (Messina) \| |
| Arbitro:                                    | Lanese (Messina) |               |       |                                                                |

| Arbitro: | Pezzella (Frattamaggiore) |

|                   |           |                    |
| Destro 43’ (aut.) | Marcatori | 40’ P. Giovannelli |

| Ascoli Piceno 30 dicembre 1989 17ª giornata | Ascoli             | 0 – 0 referto | Genoa | Stadio Cino e Lillo Del Duca\| Arbitro: \| Di Cola (Avezzano) \| |
| Arbitro:                                    | Di Cola (Avezzano) |               |       |                                                                  |

#### Girone di ritorno
| Arbitro: | Amendolia (Messina) |

|                  |           |  |
| A. Carnevale 66’ | Marcatori |  |

| Arbitro: | F. Baldas (Trieste) |

|                     |           |                 |
| W.J. Casagrande 21’ | Marcatori | 46’ Tempestilli |

| Arbitro: | Quartuccio (Torre Annunziata) |

|                      |           |  |
| A. Lombardo 54’, 70’ | Marcatori |  |

| Arbitro: | Luci (Firenze) |

|                            |           |                                    |
| W.J. Casagrande 50’ (rig.) | Marcatori | 13’ Brio 19’ (rig.) L. De Agostini |

| Verona 28 gennaio 1990 22ª giornata | Verona              | 0 – 0 referto | Ascoli | Stadio Marcantonio Bentegodi\| Arbitro: \| Amendolia (Messina) \| |
| Arbitro:                            | Amendolia (Messina) |               |        |                                                                   |

| Milano 4 febbraio 1990 23ª giornata | Inter            | 0 – 0 referto | Ascoli | Stadio Giuseppe Meazza\| Arbitro: \| Cornieti (Forlì) \| |
| Arbitro:                            | Cornieti (Forlì) |               |        |                                                          |

| Arbitro: | Fabricatore (Roma) |

|            |           |                |
| Sabato 90’ | Marcatori | 59’ Di Gennaro |

| Arbitro: | Di Cola (Avezzano) |

|                                  |           |                    |
| Marronaro 17’ Geovani 65’ (rig.) | Marcatori | 6’ W.J. Casagrande |

| Arbitro: | Pezzella (Frattamaggiore) |

|             |           |           |
| Carillo 15’ | Marcatori | 21’ Evair |

| Arbitro: | Ceccarini (Livorno) |

|                          |           |                     |
| Stroppa 52’ Tassotti 64’ | Marcatori | 47’ W.J. Casagrande |

| Ascoli Piceno 11 marzo 1990 28ª giornata | Ascoli              | 0 – 0 referto | Cesena | Stadio Cino e Lillo Del Duca\| Arbitro: \| Lo Bello (Siracusa) \| |
| Arbitro:                                 | Lo Bello (Siracusa) |               |        |                                                                   |

| Arbitro: | Cornieti (Forlì) |

|                                 |           |                   |
| Cvetkovic 8’ P. Giovannelli 83’ | Marcatori | 13’ (rig.) Baggio |

| Arbitro: | Coppetelli (Tivoli) |

|                        |           |               |
| Gualco 29’ Chiorri 54’ | Marcatori | 89’ Cvetkovic |

| Arbitro: | D'Elia (Salerno) |

|               |           |  |
| Cvetkovic 30’ | Marcatori |  |

| Arbitro: | Felicani (Bologna) |

|                                               |           |  |
| Ruben Sosa 6’ Amarildo 37’ F. Marchegiani 38’ | Marcatori |  |

| Arbitro: | Guidi (Bologna) |

|  |           |                 |
|  | Marcatori | 67’, 76’ Barbas |

| Arbitro: | Dal Forno (Ivrea) |

|                        |           |  |
| Rotella 5’ Ruotolo 88’ | Marcatori |  |

### Coppa Italia

#### Fase eliminatoria
| Arbitro: | Nicchi (Arezzo) |

| |                        | |
| Cvetkovic 12’ | Marcatori              | 61’ Bressi                                                                                             |
| Benetti Cvetkovic Carillo Aloisi P. Giovannelli Destro W.J. Casagrande Cavaliere Colantuono Zaini Lorieri Benetti | Tiri di rigore 11 – 10 | Pesce Borrello Piccinno Ortolini G. Fontana Rispoli Corino Scarfone Bressi De Vincenzo De Toffol Pesce |

| Arbitro: | Beschin (Legnago) |

|                                                       |           |  |
| Aloisi 45’ Cavaliere 50’ Arslanović 77’ Cvetkovic 80’ | Marcatori |  |

#### Fase a gironi
| Arbitro: | Quartuccio (Torre Annunziata) |

|                                        |           |  |
| Di Mauro 14’ Desideri 24’ Giannini 38’ | Marcatori |  |

| Arbitro: | Pezzella (Frattamaggiore) |

|                                  |           |              |
| Cvetkovic 61’ P. Giovannelli 73’ | Marcatori | 77’ Matthaus |

## Statistiche

### Statistiche di squadra
| Competizione | Punti | In casa | In casa | In casa | In casa | In casa | In casa | In trasferta | In trasferta | In trasferta | In trasferta | In trasferta | In trasferta | Totale | Totale | Totale | Totale | Totale | Totale | DR  |
| Competizione | Punti | G       | V       | N       | P       | Gf      | Gs      | G            | V            | N            | P            | Gf           | Gs           | G      | V      | N      | P      | Gf     | Gs     | DR  |
| ------------ | ----- | ------- | ------- | ------- | ------- | ------- | ------- | ------------ | ------------ | ------------ | ------------ | ------------ | ------------ | ------ | ------ | ------ | ------ | ------ | ------ | --- |
| Serie A      | 21    | 17      | 4       | 8       | 5       | 12      | 14      | 17           | 0            | 5            | 12           | 8            | 29           | 34     | 4      | 13     | 17     | 20     | 43     | -23 |
| Coppa Italia |       | 3       | 2       | 1       | 0       | 7       | 2       | 1            | 0            | 0            | 1            | 0            | 3            | 4      | 2      | 1      | 1      | 7      | 5      | +2  |
| Totale       |       | 20      | 6       | 9       | 5       | 19      | 16      | 18           | 0            | 5            | 13           | 8            | 32           | 38     | 6      | 14     | 18     | 27     | 48     | -21 |

### Statistiche dei giocatori
| Giocatore      | Serie A  | Serie A | Serie A     | Serie A    | Coppa Italia | Coppa Italia | Coppa Italia | Coppa Italia | Totale   | Totale | Totale      | Totale     |
| Giocatore      | Presenze | Reti    | Ammonizioni | Espulsioni | Presenze     | Reti         | Ammonizioni  | Espulsioni   | Presenze | Reti   | Ammonizioni | Espulsioni |
| -------------- | -------- | ------- | ----------- | ---------- | ------------ | ------------ | ------------ | ------------ | -------- | ------ | ----------- | ---------- |
| A. Aloisi      | 30       | 1       | ?           | ?          | 2            | 1            | ?            | ?            | 32       | 2      | ?           | ?          |
| M. Arslanovic  | 27       | 0       | ?           | ?          | 3            | 1            | ?            | ?            | 30       | 1      | ?           | ?          |
| P. Benetti     | 20       | 0       | ?           | ?          | 3            | 0            | ?            | ?            | 23       | 0      | ?           | ?          |
| N. Berardini   | 1        | 0       | ?           | ?          | -            | -            | -            | -            | 1        | 0      | 0+          | 0+         |
| R. Bocchino    | 1        | -2      | ?           | ?          | 2            | -4           | ?            | ?            | 3        | -6     | ?           | ?          |
| L. Bugiardini  | 5        | 0       | ?           | ?          | -            | -            | -            | -            | 5        | 0      | 0+          | 0+         |
| G. Carillo     | 25       | 2       | ?           | ?          | 4            | 0            | ?            | ?            | 29       | 2      | ?           | ?          |
| S. Carminucci  | -        | -       | -           | -          | 1            | 0            | ?            | ?            | 1        | 0      | 0+          | 0+         |
| W. Casagrande  | 24       | 6       | ?           | ?          | 1            | 0            | ?            | ?            | 25       | 6      | ?           | ?          |
| C. Cavaliere   | 30       | 0       | ?           | ?          | 4            | 1            | ?            | ?            | 34       | 1      | ?           | ?          |
| O. Chierico    | 15       | 0       | ?           | ?          | 1            | 0            | ?            | ?            | 16       | 0      | ?           | ?          |
| S. Colantuono  | 30       | 0       | ?           | ?          | 3            | 0            | ?            | ?            | 33       | 0      | ?           | ?          |
| B. Cvetkovic   | 29       | 7       | ?           | ?          | 4            | 3            | ?            | ?            | 33       | 10     | ?           | ?          |
| F. D'Ainzara   | 2        | 0       | ?           | ?          | -            | -            | -            | -            | 2        | 0      | 0+          | 0+         |
| F. Destro      | 31       | 0       | ?           | ?          | 3            | 0            | ?            | ?            | 34       | 0      | ?           | ?          |
| O. Didonè      | 10       | 0       | ?           | ?          | 4            | 0            | ?            | ?            | 14       | 0      | ?           | ?          |
| E. Ferraresi   | 2        | 0       | ?           | ?          | -            | -            | -            | -            | 2        | 0      | 0+          | 0+         |
| S. Fusco       | 1        | 0       | ?           | ?          | 1            | 0            | ?            | ?            | 2        | 0      | ?           | ?          |
| O. Garlini     | 17       | 0       | ?           | ?          | 1            | 0            | ?            | ?            | 18       | 0      | ?           | ?          |
| P. Giovannelli | 28       | 3       | ?           | ?          | 4            | 1            | ?            | ?            | 32       | 4      | ?           | ?          |
| F. Lorieri     | 33       | -41     | ?           | ?          | 2            | -1           | ?            | ?            | 35       | -42    | ?           | ?          |
| O. Mancini     | 9        | 0       | ?           | ?          | 3            | 0            | ?            | ?            | 12       | 0      | ?           | ?          |
| V. Rodia       | 15       | 0       | ?           | ?          | 2            | 0            | ?            | ?            | 17       | 0      | ?           | ?          |
| A. Sabato      | 30       | 1       | ?           | ?          | 1            | 0            | ?            | ?            | 31       | 1      | ?           | ?          |
| P. Zaini       | 14       | 0       | ?           | ?          | 1            | 0            | ?            | ?            | 15       | 0      | ?           | ?          |